# 科普捷維奇夫卡
50°13′12″N 31°59′0″E / 50.22000°N 31.98333°E
科普泰維奇夫卡（烏克蘭語：Коптевичівка）是位於烏克蘭北部的村莊，由基辅州鲍里斯皮尔区的亞霍滕市鎮負責管轄。該村始建於1730年，面積1.9平方公里，海拔高度125米，2001年人口278，人口密度每平方公里146.3人。